# Machelen

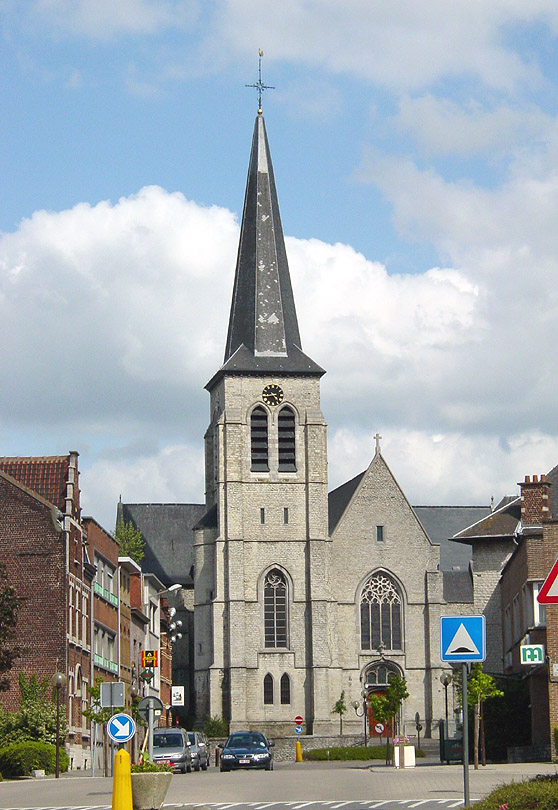
Nhà thờ St Gertrudis ở Machelen

Machelen là một đô thị ở tỉnh Vlaams-Brabant. Đô thị này bao gồm các thị xã Diegem và Machelen. Tại thời điểm ngày 1 tháng 1 năm 2006, Machelen có tổng dân số 12.500 người. Tổng diện tích là 11,59 km² với mật độ dân số là 1.078 người trên mỗi km².